# Eksperyment (film amerykański)
The Experiment – amerykański dreszczowiec w reżyserii Paula Scheuringa, opowiadający o eksperymencie psychologicznym przypominającym stanfordzki eksperyment więzienny prof. Philipa Zimbardo z 1971 roku. Remake niemieckiego filmu z 2001 roku pod tym samym tytułem i adaptacja książki Black Box Mario Giordano. Premiera odbyła się 15 lipca 2010 roku.

## Treść filmu
26 mężczyzn zdecydowało się na uczestnictwo w dwutygodniowym eksperymencie, wcielając się w role strażników i więźniów. Każdy z nich po jego zakończeniu miał otrzymać 14 tys. dolarów. W odizolowanym od świata budynku panują określone reguły: każdy więzień musi wyczyścić swoje talerze po posiłku, więźniowie nie mogą dotykać strażników a strażnicy mogą stosować kary za przewinienia więźniów, jednak nie mogą ich skrzywdzić. Budynek jest pod stałym nadzorem a w przypadku wystąpienia nadużyć, eksperyment jest natychmiast przerywany a uczestnicy nie otrzymują swoich wynagrodzeń.
W czasie eksperymentu do głosu dochodzą utajone sadystyczne tendencje strażników, którzy w coraz większym stopniu zaczynają kontrolować więźniów. Jeden z nich chory na cukrzycę zaczyna mieć poważne objawy choroby, ponieważ nie pozwala mu się przyjmować leków. Próba pomocy przez jednego ze strażników kończy się pobiciem i degradacją do roli więźnia. Więźniowie zaczynają być regularnie bici, molestowani seksualnie, w końcu jeden z nich (chory na cukrzycę) zostaje zabity.
Film kończy się buntem więźniów i przerwaniem eksperymentu. Pojawiające się wycinki prasowe sugerują, że prowadzący eksperyment zostaje oskarżony o nieumyślne spowodowanie śmierci.

## Obsada
- Adrien Brody – Travis
- Forest Whitaker – Barris
- Cam Gigandet – Chase
- Clifton Collins Jr. – Nix
- Ethan Cohn – Benjy
- Fisher Stevens – Archaleta
- Travis Fimmel – Helweg
- David Banner – Bosch
- Jason Lew – Oscar
- Damien Leake – Gubernator
- Maggie Grace – Bay
- Rod Maiorano – Rex
- Rachel O’Meara – Administratorka
- Jeanne Hopson – Gertrude
- Jack Mishler – Henry
- Ross Vander Werf – Więzień
- Matt Harwell – Sandberg
- Steve Mathews – Jack
- Ronald Chvala – Charon
- Mike Smith - Weteran

i inni.